# São José da Lapa
São José da Lapa é um município brasileiro do estado de Minas Gerais. Sua população aferida em 2022 pelo IBGE é de 26.090 habitantes. Pertence à Região Metropolitana de Belo Horizonte.

## História
São José da Lapa foi emancipado em: 27 de abril de 1992 de acordo com a Lei 10.704 e desmembrado do município de Vespasiano. Seu nome original era Carrancas. Sua historia está ligada ao de Vespasiano. Inicialmente um aldeamento de índios e, já, em 1738, como Arraial do Capão, sede de uma Companhia de Ordenança, Vespasiano era pouso de bandeirantes e possuía pequena comunidade agropastoril. Nesse povoado, foi inaugurada a estação da Estrada de Ferro Central do Brasil, cujo nome homenageia o Cel. Vespasiano de Albuquerque. Com a chegada da ferrovia, o povoado cresceu e, em 1923, foi criado o distrito. Elevado a município em 1948, Vespasiano tinha como um de seus distritos São José da Lapa.
O povoado existe desde 1870, quando Joaquim da Silva Menezes, construiu uma capelinha, onde existe hoje a Praça Dumas Chalita, no centro do município. Ao chegar na região, os primeiros moradores viram a pedreira com suas pedras escuras e em volta de árvores. Então imaginaram uma cara muito grande e feia, daí a origem do primeiro nome: Carrancas.
Os familiares do fundador assinaram o documento de doação do terreno em torno da capelinha ao patrimônio da Igreja São José.
O nome São José da Lapa surgiu em razão de uma figura parecida com a imagem de São José, formadas pelas águas que escorriam no paredão da pedreira localizado defronte da Praça da Matriz e foi oficializado por Dumas Chalita em 22 de julho de 1953.
A Paróquia de São José da Lapa, criada em 1968 é hoje marco da cidade.